# Вест Белмар (Њу Џерзи)
Вест Белмар (енгл. West Belmar) насељено је место без административног статуса у америчкој савезној држави Њу Џерзи.

## Демографија
По попису из 2010. године број становника је 2.493, што је 113 (-4,3%) становника мање него 2000. године.
| Група             | 2000.         | 2010.         |
| Белци             | 2.443 (93,7%) | 2.140 (85,8%) |
| Афроамериканци    | 24 (0,9%)     | 15 (0,6%)     |
| Азијати           | 33 (1,3%)     | 39 (1,6%)     |
| Хиспаноамериканци | 67 (2,6%)     | 267 (10,7%)   |
| Укупно            | 2.606         | 2.493         |